# Combat Zone Wrestling
Combat Zone Wrestling (CZW) — американский независимый рестлинг-промоушн. В 1998 году Джон Зандиг и пять его учеников: Рик Блэйд, T.C.K., Лобо, Ник Гейдж и Джастис Пэйн начали проводить шоу на территориях Нью-Джерси и Делавэра, демонстрируя предельно жестокий стиль рестлинга, названный «ультранасилием». Лестницы, столы, стальные складные стулья, канцелярские кнопки, колючая проволока, газонокосилки, лампы, стёкла и огонь — всё это распространенные элементы шоу CZW. Данный промоушен заполнил нишу для фанатов хардкорного рестлинга после того, как Extreme Championship Wrestling (ECW) была разорена.
Впоследствии компания становится одним из главных независимых промоушенов. Кроме поединков из серии «ультранасилия», CZW проводит и стандартные для рестлинга матчи. Визитная карточка CZW — ежегодный «Турнир cмерти».